# Verenigde Staten op de Paralympische Winterspelen 2014
De Verenigde Staten zijn een van de landen die deelneemt aan de Paralympische Winterspelen 2014 in Sotsji, Rusland.

## Medailleoverzicht
| Sport        | Paralympiër                          | Onderdeel                            | Medaille |
| ------------ | ------------------------------------ | ------------------------------------ | -------- |
| Sledgehockey | Team                                 | Gemengd                              | Goud     |
| Snowboarden  | Evan Strong                          | Snowboardcross (m)                   | Goud     |
|              |                                      |                                      |          |
| Alpineskiën  | Mark Bathum Gids: Cade Yamamoto      | Super G, visueel beperkt (m)         | Zilver   |
| Alpineskiën  | Mark Bathum Gids: Cade Yamamoto      | Supercombinatie, visueel beperkt (m) | Zilver   |
| Alpineskiën  | Heath Calhoun                        | Supercombinatie, zittend (m)         | Zilver   |
| Alpineskiën  | Alana Nichols                        | Afdaling, zittend (v)                | Zilver   |
| Langlaufen   | Oksana Masters                       | 12 km, zittend (v)                   | Zilver   |
| Langlaufen   | Tatyana McFadden                     | 1 km sprint, zittend (v)             | Zilver   |
| Snowboarden  | Michael Shea                         | Snowboardcross (m)                   | Zilver   |
|              |                                      |                                      |          |
| Alpineskiën  | Stephanie Jallen                     | Super G, staand (v)                  | Brons    |
| Alpineskiën  | Stephanie Jallen                     | Supercombinatie, staand (v)          | Brons    |
| Alpineskiën  | Allison Jones                        | Afdaling, staand (v)                 | Brons    |
| Alpineskiën  | Laurie Stephens                      | Super G, zittend (v)                 | Brons    |
| Alpineskiën  | Laurie Stephens                      | Afdaling, zittend (v)                | Brons    |
| Alpineskiën  | Danelle Umstead Gids: Robert Umstead | Supercombinatie, visueel beperkt (v) | Brons    |
| Langlaufen   | Oksana Masters                       | 5 km, zittend (v)                    | Brons    |
| Snowboarden  | Keith Gabel                          | Snowboardcross (m)                   | Brons    |
| Snowboarden  | Amy Purdy                            | Snowboardcross (v)                   | Brons    |

## Deelnemers en resultaten
(m) = mannen, (v) = vrouwen 

### Alpineskiën
| Paralympiër                          | Onderdeel                            | Resultaat | Prestatie      |
| ------------------------------------ | ------------------------------------ | --------- | -------------- |
| Jasmin Bambur                        | Afdaling, zittend (m)                | DNF       | Niet gefinisht |
| Jasmin Bambur                        | Super G, zittend (m)                 | 7e        | 1:26.36        |
| Jasmin Bambur                        | Slalom, zittend (m)                  | DNF       | Niet gefinisht |
| Jasmin Bambur                        | Supercombinatie, zittend (m)         | DNF       | Niet gefinisht |
| Jasmin Bambur                        | Reuzenslalom, zittend (m)            | 17e       | 2:50.99        |
| Mark Bathum Gids: Cade Yamamoto      | Afdaling, visueel beperkt (m)        | 5e        | 1:23.81        |
| Mark Bathum Gids: Cade Yamamoto      | Super G, visueel beperkt (m)         | Zilver    | 1:20.71        |
| Mark Bathum Gids: Cade Yamamoto      | Slalom, visueel beperkt(m)           | 4e        | 1:49.13        |
| Mark Bathum Gids: Cade Yamamoto      | Supercombinatie, visueel beperkt (m) | Zilver    | 2:17.38        |
| Mark Bathum Gids: Cade Yamamoto      | Reuzenslalom, visueel beperkt (m)    | DNF       | Niet gefinisht |
| Heath Calhoun                        | Super G, zittend (m)                 | 4e        | 1:24.65        |
| Heath Calhoun                        | Slalom, zittend (m)                  | DNF       | Niet gefinisht |
| Heath Calhoun                        | Supercombinatie, zittend (m)         | Zilver    | 2:19.09        |
| Heath Calhoun                        | Reuzenslalom, zittend (m)            | 6e        | 2:35.03        |
| Tyler Carter                         | Reuzenslalom, staand (m)             | 27e       | 3:00.14        |
| Christopher Devlin-Young             | Afdaling, zittend (m)                | 10e       | 1:27.84        |
| Christopher Devlin-Young             | Super G, zittend (m)                 | DNF       | Niet gefinisht |
| Christopher Devlin-Young             | Reuzenslalom, zittend (m)            | DNF       | Niet gefinisht |
| Ralph Green                          | Super G, staand (m)                  | DNF       | Niet gefinisht |
| Ralph Green                          | Slalom, staand (m)                   | 17e       | 1:57,20        |
| Ralph Green                          | Reuzenslalom, staand (m)             | 16e       | 2:44.87        |
| Gerald Hayden                        | Slalom, zittend (m)                  | 8e        | 2:00.16        |
| Joel Hunt                            | Reuzenslalom, staand (m)             | 24e       | 2:58.33        |
| Ian Jansing                          | Slalom, staand (m)                   | 28e       | 2:10.75        |
| Stephen Lawler                       | Reuzenslalom, zittend (m)            | DNS       | Niet gestart   |
| Jonathan Lujan                       | Super G, staand (m)                  | DNF       | Niet gefinisht |
| Jonathan Lujan                       | Slalom, staand (m)                   | DNF       | Niet gefinisht |
| Jonathan Lujan                       | Reuzenslalom, staand (m)             | DNF       | Niet gefinisht |
| Scott Meyer                          | Slalom, zittend (m)                  | DNF       | Niet gefinisht |
| Scott Meyer                          | Reuzenslalom, zittend (m)            | DNF       | Niet gefinisht |
| Patrick Parnell                      | Slalom, staand (m)                   | DNF       | Niet gefinisht |
| James Stanton                        | Super G, staand (m)                  | 6e        | 1:25.03        |
| James Stanton                        | Slalom, staand (m)                   | 22e       | 2:02.57        |
| James Stanton                        | Supercombinatie, staand (m)          | 13e       | 2:22.65        |
| James Stanton                        | Reuzenslalom, staand (m)             | DNF       | Niet gefinisht |
| Tyler Walker                         | Afdaling, zittend (m)                | DNF       | Niet gefinisht |
|                                      |                                      |           |                |
| Lindsay Ball Gids: Diane Barras      | Reuzenslalom, visueel beperkt (v)    | DNF       | Niet gefinisht |
| Stephanie Jallen                     | Super G, staand (v)                  | Brons     | 1:30.14        |
| Stephanie Jallen                     | Slalom, staand (v)                   | DNF       | Niet gefinisht |
| Stephanie Jallen                     | Supercombinatie, staand (v)          | Brons     | 2:23.13        |
| Stephanie Jallen                     | Reuzenslalom, staand (v)             | DNF       | Niet gefinisht |
| Allison Jones                        | Afdaling, staand (v)                 | Brons     | 1:34.09        |
| Allison Jones                        | Super G, staand (v)                  | 4e        | 1:30.66        |
| Allison Jones                        | Slalom, staand (v)                   | DNF       | Niet gefinisht |
| Allison Jones                        | Supercombinatie, staand (v)          | 4e        | 2:29.50        |
| Allison Jones                        | Reuzenslalom, staand (v)             | 4e        | 2:48.57        |
| Staci Mannella Gids: Kim Seevers     | Slalom, visueel beperkt (v)          | 6e        | 2:21.05        |
| Staci Mannella Gids: Kim Seevers     | Reuzenslalom, visueel beperkt (v)    | 6e        | 3:10.77        |
| Alana Nichols                        | Afdaling, zittend (v)                | Zilver    | 1:35.69        |
| Alana Nichols                        | Super G, zittend (v)                 | DNF       | Niet gefinisht |
| Alana Nichols                        | Reuzenslalom, zittend (v)            | 4e        | 3:00.24        |
| Melanie Schwartz                     | Super G, staand (v)                  | 9e        | 1:40.27        |
| Melanie Schwartz                     | Slalom, staand (v)                   | 10e       | 2:31.08        |
| Melanie Schwartz                     | Supercombinatie, staand (v)          | DNF       | Niet gefinisht |
| Melanie Schwartz                     | Reuzenslalom, staand (v)             | 14e       | 3:13.06        |
| Laurie Stephens                      | Afdaling, zittend (v)                | Brons     | 1:36.94        |
| Laurie Stephens                      | Super G, zittend (v)                 | Brons     | 1:32.09        |
| Laurie Stephens                      | Slalom, zittend (v)                  | 4e        | 2:18.45        |
| Laurie Stephens                      | Supercombinatie, zittend (v)         | DNF       | Niet gefinisht |
| Laurie Stephens                      | Reuzenslalom, zittend (v)            | 6e        | 3:04.90        |
| Danelle Umstead Gids: Robert Umstead | Afdaling, visueel beperkt (v)        | 5e        | 1:36.70        |
| Danelle Umstead Gids: Robert Umstead | Super G, visueel beperkt (v)         | 4e        | 1:32.04        |
| Danelle Umstead Gids: Robert Umstead | Slalom, visueel beperkt (v)          | 4e        | 2:16.21        |
| Danelle Umstead Gids: Robert Umstead | Supercombinatie, visueel beperkt (v) | Brons     | 2:42.09        |
| Stephani Victor                      | Super G, zittend (v)                 | DNF       | Niet gefinisht |

### Biatlon
| Paralympiër                       | Onderdeel                   | Resultaat | Prestatie         |
| --------------------------------- | --------------------------- | --------- | ----------------- |
| Jacob Adicoff Gids: Reid Pletcher | 7.5 km, visueel beperkt (m) | 14e       | 25:35.6           |
| Omar Bermejo                      | 7.5 km, staand (m)          | 18e       | 24:22.8           |
| Omar Bermejo                      | 12.5 km, staand (m)         | 17e       | 37:22.8           |
| Omar Bermejo                      | 15 km, staand (m)           | 17e       | 49:21.8           |
| Kevin Burton Gids: Greg Rawlings  | 7.5 km, visueel beperkt (m) | 16e       | 26:28.7           |
| Kevin Burton Gids: Greg Rawlings  | 15 km, visueel beperkt (m)  | 12e       | 48:18.0           |
| Daniel Cnossen                    | 7.5 km, zittend (m)         | 13e       | 24:13.8           |
| Daniel Cnossen                    | 12.5 km, zittend (m)        | 11e       | 39:01.0           |
| Daniel Cnossen                    | 15 km, zittend (m)          | 10e       | 48:27.8           |
| Travis Dodson                     | 7.5 km, zittend (m)         | 20e       | 27:35.2           |
| Travis Dodson                     | 15 km, zittend (m)          | 21e       | 55:40.5           |
| Sean Halsted                      | 7.5 km, zittend (m)         | DSQ       | Gediskwalificeerd |
| Sean Halsted                      | 12.5 km, zittend (m)        | 12e       | 39:32.7           |
| Sean Halsted                      | 15 km, zittend (m)          | 11e       | 48:31.1           |
| Augusto Jose Perez                | 12.5 km, zittend (m)        | 19e       | 48:40.9           |
| Aaron Pike                        | 7.5 km, zittend (m)         | 19e       | 25:58.4           |
| Aaron Pike                        | 15 km, zittend (m)          | 19e       | 55:01.7           |
| Andrew Soule                      | 7.5 km, zittend (m)         | 4e        | 21:48.6           |
| Andrew Soule                      | 12.5 km, zittend (m)        | 5e        | 37:04.7           |
| Andrew Soule                      | 15 km, zittend (m)          | 4e        | 44:52.6           |
| Jeremy Wagner                     | 7.5 km, zittend (m)         | 18e       | 25:28.8           |
| Jeremy Wagner                     | 12.5 km, zittend (m)        | 16e       | 40:51.1           |
| Jeremy Wagner                     | 15 km, zittend (m)          | 18e       | 52:23.4           |
|                                   |                             |           |                   |
| Oksana Masters                    | 6 km, zittend (v)           | 4e        | 19:43.2           |
| Oksana Masters                    | 10 km, zittend (v)          | 8e        | 40:22.8           |

### Langlaufen
| Paralympiër                                                                  | Onderdeel                        | Resultaat | Prestatie    |
| ---------------------------------------------------------------------------- | -------------------------------- | --------- | ------------ |
| Jacob Adicoff Gids: Reid Pletcher                                            | 1 km sprint, visueel beperkt (m) | 8e        | Halve finale |
| Jacob Adicoff Gids: Reid Pletcher                                            | 10 km, visueel beperkt (m)       | 7e        | 25:43.0      |
| Jacob Adicoff Gids: Reid Pletcher                                            | 20 km, visueel beperkt (m)       | 6e        | 58:37.4      |
| Omar Bermejo                                                                 | 1 km sprint, staand (m)          | 30e       | Kwalificatie |
| Omar Bermejo                                                                 | 10 km, staand (m)                | 29e       | 29:51.8      |
| Kevin Burton Gids: David Chamberlain                                         | 1 km sprint, visueel beperkt (m) | 14e       | Kwalificatie |
| Kevin Burton Gids: David Chamberlain                                         | 10 km, visueel beperkt (m)       | 15e       | 28:25.8      |
| Kevin Burton Gids: David Chamberlain                                         | 20 km, visueel beperkt (m)       | 10e       | 1:07:18.6    |
| Daniel Cnossen                                                               | 1 km sprint, zittend (m)         | 6e        | Finale       |
| Daniel Cnossen                                                               | 10 km, zittend (m)               | 10e       | 33:02.0      |
| Daniel Cnossen                                                               | 15 km, zittend (m)               | 13e       | 45:22.4      |
| Travis Dodson                                                                | 1 km sprint, zittend (m)         | 19e       | Kwalificatie |
| Travis Dodson                                                                | 10 km, zittend (m)               | 23e       | 35:49.6      |
| Sean Halsted                                                                 | 1 km sprint, zittend (m)         | 17e       | Kwalificatie |
| Sean Halsted                                                                 | 10 km, zittend (m)               | 16e       | 34:21.9      |
| Sean Halsted                                                                 | 15 km, zittend (m)               | 9e        | 44:57.9      |
| John Oman                                                                    | 1 km sprint, staand (m)          | 31e       | Kwalificatie |
| John Oman                                                                    | 10 km, staand (m)                | 32e       | 31:01.8      |
| John Oman                                                                    | 20 km, staand (m)                | 18e       | 1:17:04.1    |
| Augusto Jose Perez                                                           | 15 km, zittend (m)               | 17e       | 51:24.2      |
| Aaron Pike                                                                   | 1 km sprint, zittend (m)         | 14e       | Kwalificatie |
| Aaron Pike                                                                   | 10 km, zittend (m)               | 14e       | 34:00.0      |
| Aaron Pike                                                                   | 15 km, zittend (m)               | 12e       | 45:20.6      |
| Bryan Price                                                                  | 15 km, zittend (m)               | 19e       | 52:19.5      |
| Andrew Soule                                                                 | 1 km sprint, zittend (m)         | 5e        | Finale       |
| Andrew Soule                                                                 | 10 km, zittend (m)               | 9e        | 32:56.1      |
| Andrew Soule                                                                 | 15 km, zittend (m)               | 5e        | 42:53.8      |
| Jeremy Wagner                                                                | 1 km sprint, zittend (m)         | 15e       | Kwalificatie |
| Jeremy Wagner                                                                | 10 km, zittend (m)               | 22e       | 35:40.5      |
|                                                                              |                                  |           |              |
| Monica Bascio                                                                | 1 km sprint, zittend (v)         | 18e       | Kwalificatie |
| Monica Bascio                                                                | 5 km, zittend (v)                | 16e       | 18:50.4      |
| Monica Bascio                                                                | 12 km, zittend (v)               | 7e        | 41:56.2      |
| Oksana Masters                                                               | 1 km sprint, zittend (v)         | 4e        | Finale       |
| Oksana Masters                                                               | 5 km, zittend (v)                | Brons     | 17:04.8      |
| Oksana Masters                                                               | 12 km, zittend (v)               | Zilver    | 39:16.0      |
| Tatyana McFadden                                                             | 1 km sprint, zittend (v)         | Zilver    | Finale       |
| Tatyana McFadden                                                             | 5 km, zittend (v)                | 7e        | 17:27.8      |
| Tatyana McFadden                                                             | 12 km, zittend (v)               | 5e        | 40:38.2      |
| Beth Requist                                                                 | 1 km sprint, zittend (v)         | 19e       | Kwalificatie |
| Beth Requist                                                                 | 5 km, zittend (v)                | 19e       | 20:17.4      |
| Beth Requist                                                                 | 12 km, zittend (v)               | 16e       | 46:29.1      |
|                                                                              |                                  |           |              |
| Tatyana McFadden Jacob Adicoff Gids: Reid Pletcher                           | 4 x 2.5 km, estafette gemengd    | 6e        | 29:06.7      |
| Augusto Jose Perez Omar Bemerjo Kevin Burton Gids: Greg Rawlings Bryan Price | 4 x 2.5 km, estafette open       | 9e        | 29:58.3      |

### Rolstoelcurling
| Paralympiër                                                        | Onderdeel     | Resultaat | Prestatie |
| ------------------------------------------------------------------ | ------------- | --------- | --- |
| Penny Greely Jimmy Joseph Meghan Lino Patrick McDonald Dave Palmer | Team, gemengd | 5e        | Groepsfase: (5e) SVK - USA: 6 - 4 USA - KOR: 5 - 9 USA - NOR: 8 - 5 USA - CAN: 2 - 7 RUS - USA: 6 - 5 USA - FIN: 7 - 6 USA - CHN: 10 - 2 SWE - USA: 3 - 8 GBR - USA: 8 - 7 |

### Sledgehockey
| Paralympiër | Onderdeel     | Resultaat | Prestatie |
| --- | ------------- | --------- | --- |
| Tyler Carron Steve Cash Taylor Chace Declan Farmer Nikko Landeros Jen Lee Taylor Lipsett Daniel McCoy Kevin McKee Adam Page Joshua Pauls Rico Roman Brody Roybal Paul Schaus Greg Shaw Joshua Sweeny Andy Yohe | Team, gemengd | Goud      | Groep B: (2e) USA - ITA: 10 - 5 USA - KOR: 3 - 0 USA - RUS: 1 - 2 Halve finale: CAN - USA: 0 - 3 Finale: RUS - USA: 0 - 1 |

### Snowboarden
| Paralympiër     | Onderdeel          | Resultaat | Prestatie |
| --------------- | ------------------ | --------- | --------- |
| Tyler Burdick   | Snowboardcross (m) | 8e        | 1:52.49   |
| Keith Gabel     | Snowboardcross (m) | Brons     | 1:47.10   |
| Daniel Monzo    | Snowboardcross (m) | 18e       | 2:07.52   |
| Micheal Shea    | Snowboardcross (m) | Zilver    | 1:44.18   |
| Evan Strong     | Snowboardcross (m) | Goud      | 1:43.61   |
|                 |                    |           |           |
| Cristina Albert | Snowboardcross (v) | 4e        | 2:35.26   |
| Heidi Jo Duce   | Snowboardcross (v) | 5e        | 2:37.43   |
| Megan Harmon    | Snowboardcross (v) | 10e       | 3:31.09   |
| Amy Purdy       | Snowboardcross (v) | Brons     | 2:14.29   |
| Nicole Roundy   | Snowboardcross (v) | 8e        | 2:59.57   |